# قایق رسپونس – مدیوم
قایق رسپونس - مدیوم (به انگلیسی: Response Boat – Medium) یک کشتی است که طول آن ۴۴ فوت ۹ اینچ (۱۳٫۶۴ متر) می‌باشد.